# Saint-Vivien-de-Monségur
Saint-Vivien-de-Monségur è un comune francese di 390 abitanti situato nel dipartimento della Gironda nella regione della Nuova Aquitania.

## Società

### Evoluzione demografica
Abitanti censiti